# 브리튼 제도의 용어
영국의 현재 정식 국호는 그레이트브리튼 북아일랜드 연합왕국(United Kingdom of Great Britain and Northern Ireland; 대브리텐 및 북아일랜드 련합왕국)이다. 줄여서 연합왕국(United Kingdom; 련합왕국) 또는 UK라고 한다. 영합왕국(United Kingdom; 이하 UK)는 또한 옛 그레이트브리튼 아일랜드 연합왕국의 약칭으로도 사용되었으며, 그레이트브리튼 왕국의 별칭으로도 사용되었다.
UK를 '영국 연방'(英國聯邦) 또는 '영연방'(英聯邦)이라고도 부르고 있으나, 이는 옛 대영 제국(British Empire)에 소속되었던 국가들의 연맹을 가리키는 말로, UK는 소속 국가 중의 하나로서의 명칭이다. UK는 그 어원 때문에 잉글랜드를 제외한 다른 구성 지역(스코틀랜드, 웨일스, 북아일랜드)를 포함하고 있지 않아, 일본 외무성(外務省)에서는 한 때 '연합왕국'(일본어: 連合王国)이라고 표기하였으나, 실패하였다.

## 언어권별 명칭
대한민국을 비롯한 한자 문화권 국가에서 사용되는 '英國'(한글: 영국, 한어병음: Yīngguó, 가나: イギリス (가타카나) / えいこく (히라가나); 간체자/신자체: 英国)이라는 명칭은 중의적으로 사용되고 있다. 일반적으로는 현 UK 전체를 가리키지만, UK의 구성 국가(counstituent country) 중 하나인 잉글랜드만을 가리키기도 한다. 예컨대 '영국과 스코틀랜드'라고 하면, 여기서의 '영국'은 '잉글랜드'를 의미하는데, 이 '영국'은 전신인 그레이트브리튼 왕국(Kingdom of Great Britain, 1707년 ~ 1801년), 그레이트브리튼 아일랜드 연합왕국의 뜻으로 사용된다.
영어권 국가에서도 국호의 표기 문제가 발생하는데, UK를 가리키는 명칭으로 '디 유나이트 킹덤'(The United Kingdom) 대신에 '그레이트 브리튼'(Great Britain)을 사용하기도 한다. ISO 3166-1에서는 UK의 국가 코드로 이것을 줄인 GB와 GBR를 기호로 채택하였다. 또 일반적으로 '영국(UK)의', '영국(UK)에 관한', '영국인(UK 국적자)'을 뜻하는 단어로 '브리티시'(British)를 사용하고 있다. '브리티시 크라운'(British Crown; 영국 왕실), '브리티시 거번먼트'(British Government; 영국 정부) 등의 명칭이 그 실례이다. 영국 전체를 단순히 '브리튼'(Britain)이라고도 하는데, 이것은 미국을 줄여서 '아메리카'(America)라고 부르는 것과 같은 선상이나, 북아일랜드는 아일랜드섬에 위치하고 있으므로 엄밀히 말할 때에는 '그레이트 브리튼'(Great Britain)은 UK 전체를 포괄하는 명칭은 아니다.

## 같이 보기
- 영국의 행정 구역
- 영국의 해외 영토